# Calyptogena (Archivesica) magnocultellus
Calyptogena (Archivesica) magnocultellus is een tweekleppigensoort uit de familie van de Vesicomyidae. De wetenschappelijke naam van de soort is voor het eerst geldig gepubliceerd in 2002 door Okutani, Kojima & Iwasaki.